# Фаленопсис
Фаленопсисът (Phalaenopsis) са род орхидеи от около 60 вида. Те са една от най-популярните орхидеи поради изключително лесното си отглеждане.
Името на Фаленопсиса произлиза от "Phalaen[a]" „Пеперуда“ и за пръв път е описано от Карл Линей Carolus Linnaeus като група орхидеи с голяма устна. По тази причина също са наречени Moth orchids.

## Разпространение
Произхождат от Южна Азия – Филипините, Хималайския масив, островите Минданао до северна Австралия и Тайван. Епифити, предпочитат сенчестите места, защитени от преките слънчеви лъчи. В естествени условия са разпространени в нископланински райони с висока влажност, но има и такива, предпочитащи по-ниска влажност.

## Описание
Фаленопсиса няма псевдобулби нито ризоми. Те са моноподиални, с елипсовидни закръглени зелени листа, базално разположени. Фаленопсис в добро състояние може да има до 10 листа.

## Класификация
Видовете могат да се класифицират в две групи:
- Група видове с дълги стебла и цветоноси, големи почти кръгли цветове бели или с розови оттенъци.
- Група с къси стебла и цветоноси, с по-малко закръглена форма на цветовете, които са с восъчна текстура и много по-разнообразни цветове.

Всички видове фаленопсис са епифити.
Интензивното кръстосване на видовете е довело до голям брой хибриди с многообразни по форма цветове и вариации по отношение на оцветяването. Те са по-приспособими към домашни условия от ботаническите видове. По-известни хибриди са Фаленопсис амабилис – Phalaenopsis amabilis, Фаленопсис шилериана – Phalaenopsis schilleriana и Фаленопсис стуарциана – Phalaenopsis stuartiana.

### Видове
- Phalaenopsis amabilis (Moon Orchid; East Malaysia to Papuasia)
  - Phalaenopsis amabilis subsp. amabilis (East Malaysia to Papuasia).
  - Phalaenopsis amabilis subsp. amabilis forma Grandiflora (the Philippines – Palawan island).
  - Phalaenopsis amabilis subsp. moluccana (Northeastern Borneo to the Moluccas).
  - Phalaenopsis amabilis subsp. rosenstromii (New Guinea to Queensland).
- Phalaenopsis amboinensis (Sulawesi to the Moluccas).
  - Phalaenopsis amboinensis var. amboinensis (the Moluccas).
  - Phalaenopsis amboinensis var. flavida (Sulawesi)
- Phalaenopsis aphrodite (Southeastern Taiwan to the Philippines).
  - Phalaenopsis aphrodite subsp. aphrodite (the Philippines).
  - Phalaenopsis aphrodite subsp. formosana (Southeastern Taiwan).
- Phalaenopsis appendiculata (Malaya to northeastern Borneo).
- Phalaenopsis bastianii (the Philippines – Luzon).
- Phalaenopsis bellina (Borneo).
- Phalaenopsis borneensis (Borneo).
- Phalaenopsis braceana (Eastern Himalayas to China – Yunnan).
- Phalaenopsis buyssoniana (Indochina)
- Phalaenopsis celebensis (Sulawesi)
- Phalaenopsis chibae (Vietnam)

- Phalaenopsis cochlearis (Malaya to Borneo)
- Phalaenopsis corningiana (Borneo)
- Phalaenopsis cornu-cervi (Indochina to southern Philippines)
- Phalaenopsis deliciosa (Indian subcontinent to Malesia)
  - Phalaenopsis deliciosa subsp. deliciosa (Indian subcontinent to Malesia)
  - Phalaenopsis deliciosa subsp. hookeriana (Eastern Himalayas to southwestern China)
  - Phalaenopsis deliciosa subsp. philippinensis (the Philippines)
- Phalaenopsis doweryënsis (Northeastern Borneo).
- Phalaenopsis equestris (Taiwan – Hsiao Lan Yü to the Philippines)
  - Phalaenopsis equestris var. alba
  - Phalaenopsis equestris var. aurantiacum
  - Phalaenopsis equestris f. aurea (synonym of the accepted name Phalaenopsis equestris  (Schauer) Rchb.f., 1850 )
  - Phalaenopsis equestris var. coerulea
  - Phalaenopsis equestris f. cyanochila (synonym of the accepted name Phalaenopsis equestris  (Schauer) Rchb.f., 1850 )
  - Phalaenopsis equestris var. leucaspis
  - Phalaenopsis equestris var. leucotanthe
  - Phalaenopsis equestris var. rosea (synonym of the accepted name Phalaenopsis equestris  (Schauer) Rchb.f., 1850 )
- Phalaenopsis fasciata (the Philippines).
- Phalaenopsis fimbriata (Sumatra, Java and Borneo).
- Phalaenopsis floresensis (Lesser Sunda Islands).
- Phalaenopsis fuscata (Borneo to Philippines – Palawan island)
- Phalaenopsis gibbosa (Vietnam).

- Phalaenopsis gigantea (Borneo to Java).
- Phalaenopsis hainanensis (China – Hainan and Yunnan).
- Phalaenopsis hieroglyphica (the Philippines – Luzon, Leyte, Samar, Palawan, and Mindanao islands).
  - Phalaenopsis hieroglyphica var. Alba
- Phalaenopsis honghenensis (China – Yunnan).
- Phalaenopsis inscriptiosinensis (Central Sumatra
- Phalaenopsis javanica (Western Java).
- Phalaenopsis kunstleri (Myanmar to Malaya).
- Phalaenopsis lamelligera (Northeastern Borneo).
- Phalaenopsis lindenii (the Philippines – Luzon island).
  - Phalaenopsis lindenii var. alba
- Phalaenopsis lobbii (Eastern Himalayas to Myanmar).
- Phalaenopsis lowii (Southern Myanmar to western Thailand).
- Phalaenopsis lueddemanniana (the Philippines).

- - Phalaenopsis lueddemanniana var. delicata
  - Phalaenopsis lueddemanniana var. ochracea
- Phalaenopsis luteola (Northwestern Borneo).
- Phalaenopsis maculata (Malaya to Borneo).
- Phalaenopsis malipoensis Z.J.Liu & S.C.Chen (China – Yunnan)
- Phalaenopsis mannii (Eastern Himalayas to China – Yunnan).
- Phalaenopsis mariae (Northeastern Borneo to the Philippines – Mindanao).
- Phalaenopsis micholitzii (the Philippines – Mindanao island).
- Phalaenopsis modesta (Borneo).
- Phalaenopsis mysorensis (Indian subcontinent).
- Phalaenopsis pallens (the Philippines – Luzon and Mindanao islands).
- Phalaenopsis pantherina (Borneo).
- Phalaenopsis parishii (Eastern Himalayas to Myanmar).
- Phalaenopsis petelotii (Vietnam)
- Phalaenopsis philippinensis (the Philippines – Luzon island).
- Phalaenopsis pulcherrima (Indochina to Borneo).
- Phalaenopsis pulchra (the Philippines – Luzon island).
  - Phalaenopsis pulchra var. Alba
- Phalaenopsis regnieriana (Indochina).
- Phalaenopsis reichenbachiana (the Philippines – Mindanao island).
- Phalaenopsis robinsonii (the Moluccas).
- Phalaenopsis sanderiana (the Philippines – Mindanao island).
  - Phalaenopsis sanderiana var. Alba
  - Phalaenopsis sanderiana var. Marmorata
- Phalaenopsis schilleriana (the Philippines – Luzon, Mindoro, and Biliran islands).
  - Phalaenopsis schilleriana var. immaculata
- Phalaenopsis speciosa (Andaman and Nicobar Islands).
- Phalaenopsis stobartiana (China – southeastern Tibet to Guangxi)
- Phalaenopsis stuartiana (the Philippines – Mindanao island).
  - Phalaenopsis stuartiana var. Nobilis
  - Phalaenopsis stuartiana var. punctatissima
- Phalaenopsis sumatrana (Indochina, Borneo to Philippines – Palawan island).
- Phalaenopsis taenialis (Eastern Himalayas to China – Yunnan)
- Phalaenopsis tetraspis (Andaman and Nicobar Islands to northwestern Sumatra).
- Phalaenopsis venosa (Sulawesi).
- Phalaenopsis violacea (Malaya to Sumatra).).
- Phalaenopsis viridis (Sumatra).
- Phalaenopsis wilsonii (China – southeastern Tibet to Guangxi).
- Phalaenopsis zebrina (Borneo).

## Видови хибриди
- Phalaenopsis × amphitrita (P. sanderiana × P. stuartiana; Philippines).
- Phalaenopsis × gersenii (P. sumatrana × P. violacea; Borneo, Sumatra).
- Phalaenopsis × intermedia (P. aphrodite × P. equestris; Star of Leyte; Philippines) (First recognized Phalaenopsis hybrid)
- Phalaenopsis × leucorrhoda (P. aphrodite × P. schilleriana; Philippines).
- Phalaenopsis × singuliflora (P. bellina × P. sumatrana; Borneo).
- Phalaenopsis × veitchiana (P. equestris × P. schilleriana; Philippines).

## Междувидови хибриди
The following nothogenera have been established for intergeneric hybrids which include species of Phalaenopsis as ancestors.
- ×Aeridopsis (Aerides × Phalaenopsis)
- ×Arachnopsis (Arachnis × Phalaenopsis)
- ×Asconopsis (Ascocentrum × Phalaenopsis)
- ×Beardara (Ascocentrum × Doritis × Phalaenopsis)
- ×Bogardara (Ascocentrum × Phalaenopsis × Vanda × Vandopsis)
- ×Bokchoonara (Arachnis × Ascocentrum × Phalaenopsis × Vanda)
- ×Cleisonopsis (Cleisocentron × Phalaenopsis)
- ×Devereuxara (Ascocentrum × Phalaenopsis × Vanda)
- ×Diplonopsis (Diploprora × Phalaenopsis)

- ×Doriellaopsis (Doritis × Kingiella × Phalaenopsis)
- ×Doritaenopsis (Doritis × Phalaenopsis)
- ×Dresslerara (Ascoglossum × Phalaenopsis × Renanthera)
- ×Edeara (Arachnis × Phalaenopsis × Renanthera  × Vandopsis)
- ×Ernestara (Phalaenopsis × Renanthera  × Vandopsis)
- ×Eurynopsis (Eurychone × Phalaenopsis)
- ×Hagerara (Doritis × Phalaenopsis × Vanda)
- ×Hausermannara (Doritis × Phalaenopsis × Vandopsis)
- ×Himoriara (Ascocentrum × Phalaenopsis × Rhynchostylis × Vanda)
- ×Isaoara (Aerangis × Ascocentrum × Phalaenopsis × Vanda)
- ×Laycockara (Arachnis × Phalaenopsis × Vandopsis)
- ×Lichtara (Doritis × Gastrochilus × Phalaenopsis)
- ×Luinopsis (Luisia × Phalaenopsis)
- ×Lutherara (Phalaenopsis × Renanthera  × Rhynchostylis)
- ×Macekara (Arachnis × Phalaenopsis × Renanthera  × Vanda × Vandopsis)
- ×Meechaiara (Ascocentrum × Doritis × Phalaenopsis × Rhynchostylis × Vanda)
- ×Moirara (Phalaenopsis × Renanthera  × Vanda)
- ×Nakagawaara (Aerides × Doritis × Phalaenopsis)
- ×Owensara (Doritis × Phalaenopsis × Renanthera)
- ×Parnataara (Aerides × Arachnis × Phalaenopsis)
- ×Paulara (Ascocentrum × Doritis × Phalaenopsis × Renanthera  × Vanda)
- ×Pepeara (Ascocentrum × Doritis × Phalaenopsis × Renanthera)
- ×Phalaerianda (Aerides × Phalaenopsis × Vanda)
- ×Phalandopsis (Phalaenopsis × Vandopsis)
- ×Phalanetia (Neofinetia × Phalaenopsis)
- ×Phaliella (Kingiella × Phalaenopsis)
- ×Phalphalaenopsis (Phalaenopsis × Paraphalaenopsis
- ×Pooleara (Ascocentrum × Ascoglossum × Phalaenopsis × Renanthera)
- ×Renanthopsis (Phalaenopsis × Renanthera)
- ×Rhynchonopsis (Phalaenopsis × Rhynchostylis)
- ×Rhyndoropsis (Doritis × Phalaenopsis × Rhynchostylis)
- ×Richardmizutaara (Ascocentrum × Phalaenopsis × Vandopsis)
- ×Roseara (Doritis × Kingiella × Phalaenopsis × Renanthera)
- ×Sappanara (Arachnis × Phalaenopsis × Renanthera)
- ×Sarconopsis (Phalaenopsis × Sarcochilus)
- ×Sidranara (Ascocentrum × Phalaenopsis × Renanthera)
- ×Sladeara (Doritis × Phalaenopsis × Sarcochilus)
- ×Stamariaara (Ascocentrum × Phalaenopsis × Renanthera × Vanda)
- ×Sutingara (Arachnis × Ascocentrum × Phalaenopsis × Vanda × Vandopsis)
- ×Trautara (Doritis × Luisia × Phalaenopsis)
- ×Trevorara (Arachnis × Phalaenopsis × Vanda)
- ×Trichonopsis (Phalaenopsis × Trichoglottis)
- ×Uptonara (Phalaenopsis × Rhynchostylis  × Sarcochilus)
- ×Vandaenopsis (Phalaenopsis × Vanda)
- ×Vandewegheara (Ascocentrum × Doritis × Phalaenopsis × Vanda)
- ×Yapara (Phalaenopsis × Rhynchostylis  × Vanda)
- ×Yeepengara (Aerides × Phalaenopsis × Rhynchostylis × Vanda)

## Отглеждане
Отглеждането на този вид орхидея е сравнително лесно, ако се придържаме към някои принципи.
Светлина: Като цяло фаленопсисите са силно светлолюбиви, но не трябва да бъдат излагани на преки слънчеви лъчи. Ако растението е държано на сравнително тъмно място, то няма да цъфти редовно. Начин да се познае дали растението получава достатъчно светлина е зеления цвят на листата. Ако са тъмно зелени, то светлината му е малко, ако са светлозелени към червеникави, значи получава повече светлина.
Температура: Хибридните фаленопсиси растат безпроблемно на умерени темперетури. Нощни над 16 градуса, дневни до 30. За кратко време може да издържат и до 10 градуса, но е важно тогава да не са поливани.
При видовите температурите трябва да бъдат по-високи, поне нощните. За повечето видови фаленопсиси от значение за цъфтежа е високата темперетура – над 25 граудса.
Влажност на въздуха: Влажността на въздуха в помещението трябва да е около 60%, когато е по-топло е добре да се опръсква растението. Пръскането през студените зимни дни не е препоръчително, поради опасност от загниване на растението.
Субстрат: Субстратът за фаленопсиси е главно от дървени кори. Някои любители на орхидеи прибавят сфагнум, парченца дървени въглища. Растението се полива, когато корените станат бели, сребристи. Когато корените са зелени, то растението е мокро.
Торене: Тори се през поливка, независимо колко често поливаме, с тор за орхидеи. Може да се използва и тор за цъфтящи растения, но трябва да се разреди 2 – 3 пъти повече от описаното на опаковката. Фаленопсиса се пресажда, когато корите са изгнили съвсем, като се стисне и започнат да се разпадат. Най-добре е да пресаждаме, когато растението е в период на активен растеж, тоест – когато има големи активни връхчета на корените.
Повечето фаленопсиси нямат изразен период на покой.
Родът Doritis е близкородствен с Phalaenopsis, формата на растеж е подобна, но листата са по-дебели и по-къси. Цветовете растат изправени нагоре, могат да бъдат розови, бели сиви до сини. Повечето хибриди на Doritis и Phalaenopsis са лятно цъфтящи орхидеи.